# Simons Corner, Virginia
Simons Corner là một cộng đồng chưa hợp nhất tại Hạt Richmond, thuộc tiểu bang Virginia của Hoa Kỳ.
Woodford đã được thêm vào Sổ đăng ký quốc gia về địa danh lịch sử năm 1983.